# Termy Maltańskie
Termy Maltańskie – ośrodek sportowo-rekreacyjny, położony na północnym brzegu Jeziora Maltańskiego w Poznaniu, niedaleko ośrodka rekreacyjnego Malta i toru Kolejki Parkowej Maltanka wiodącej do Nowego Zoo w Poznaniu, na Malcie, na osiedlu samorządowym Warszawskie-Pomet-Maltańskie. W obiekcie znajdują się: baseny rekreacyjne i sportowe oraz strefa saun. W basenach solankowych „Term Maltańskich” wykorzystywana jest pochodząca z pobliskiego odwiertu woda termalna, pobierana z głębokości ponad 1306 metrów.
Oddanie do użytku nastąpiło 16 października 2011 roku.
Budowa została wpisana na listę inwestycji, związanych z organizacją Mistrzostw Europy w Piłce Nożnej UEFA EURO 2012. W okolicy ośrodka znajduje się hotel Novotel Poznań Malta. W 2015 roku w ośrodku był realizowany program rozrywkowy emitowany w telewizji Polsat pt. Celebrity Splash!.

## Budowa
Kompleks jest podzielony na dwie części:

### Część sportowa
Na część sportową „Term Maltańskich” składają się:
- basen olimpijski (51,3 × 25 m, gł. 2 m) z przesuwanym pomostem, który pozwala na podzielenie go na dwa baseny o długości 25 m,
- basen do skoków (25 × 30 m, głębokość 5 m, wieża z platformami na wys. 10, 7,5, 5 i 3 m)
- widownia na prawie 3800 miejsc[7], rozmieszczona w 8 sektorach po 4 z każdej strony,
- pomieszczenia techniczne: szatnie, pokoje dla sędziów, sala konferencyjna
- baseniki do rozgrzewki dla skoczków, usytuowane po obu stronach zespołu platform,
- zespół saun i pomieszczeń do masażu dla zawodników,
- pokoje sędziów, komisji technicznych i dziennikarzy,
- sala konferencyjna.

Basen sportowy odpowiada standardom międzynarodowym, europejskim i polskim oraz normom i wytycznym Międzynarodowej Federacji Pływackiej (FINA), Polskiego Związku Pływackiego oraz Międzynarodowej Federacji Sportu Uniwersyteckiego (FISU). Na co dzień, gdy nie odbywają się zawody 50 m basen olimpijski jest podzielony ruchomym pomostem na dwa 25-metrowe baseny.

### Część rekreacyjna
Na część rekreacyjną „Term Maltańskich” składają się:
Park wodny (aquapark), w tym:
- 2 zewnętrzne baseny geotermalne, sezonowy i całoroczny
- basen do rozgrzewki i nauki pływania (16,67 × 8 m, gł. 1,1 m),
- basen solankowy
- basen z podwójną falą
- 13 zjeżdżalni[8] – m.in. turbo (ok. 60 km/h), dzika rzeka, rodzinna, pontonowa, multimedialna z efektami wizualnymi i dźwiękowym,
- basen w kształcie koniczyny z wypływem na zewnątrz,
- basen z placem zabaw (w czerwcu 2020 zastąpił basen ze statkiem pirackim[9]),
- strefa dla dzieci z brodzikiem i urządzeniami do zabawy,

Strefa saun, na którą składają się: Łaźnia aromatyczna Livello, Sauna Maximus (kamienna), Łaźnia kwiatowa, Łaźnia turecka, Tężnia solna, Grota śnieżna, Sauna Event, Sanarium, Łaźnia Indyjska, Sauna ziemna KELO (zewnętrzna), Sauna Panorama (zewnętrzna), Sauna Infrared, Sauna Ziołowa, Mikrokosmos.
SPA 1306 – gabinet SPA, oferujący zabiegi SPA, zabiegi prozdrowotne, zabiegi estetyczne oraz masaże.    
W miesiącach letnich dostępne są również plaża zewnętrzna z leżakami i parasolami, wodny plac zabaw, wodny tor przeszkód, plac zabaw na plaży, oraz scena i bary plażowe.  
W 2020 roku strefa aquaparku przeszła rearanżację. Rozbudowano elementy wystroju i architektury, m.in. w centralnej części pojawił się wulkan z efektami świetlnymi i dźwiękowymi, powstały nowe miejsca relaksu (leżaki, wiszące fotele, roślinność). Zmieniono również sklepienie hali.    

## Komunikacja
Bezpośredni dojazd do ośrodka możliwy jest poprzez kolejkę „Maltankę” (przystanek Ptyś) oraz linie autobusowe:
- zwykłe, dzienne
  -  184 Rondo Rataje ↔ Termy Maltańskie[11]
- turystyczne (sezonowo – od końca kwietnia do końca września, w weekendy)
  -  100 Poznań Główny ↔ Nowe Zoo[12]

Ponadto, w okolicy (na wysokości hotelu Novotel, przy ul. Warszawskiej) znajduje się przystanek tramwajowy Termalna w ciągu linii tramwajowych
- 6 Junikowo ↔ Miłostowo[11]

oraz przystanek autobusowy na żądanie Termalna n/ż w ciągu linii nocnej 233 Mogileńska ↔ Rondo Kaponiera.